# Friede von Sathmar
Der Friede von Sathmar (auch: Friede von Szatmár, ung.: Szatmári béke) wurde am 29. April 1711 in der Stadt Sathmar zwischen dem habsburgischen Kaiserhof, den ungarischen Ständen und den aufständischen Kuruzzen geschlossen. Er bildete das formale Ende des seit 1703 andauernden Aufstandes von Franz II. Rákóczi.

## Vorgeschichte
Nach der überstandenen Zweiten Wiener Türkenbelagerung im Jahr 1683 konnten die Habsburger im Großen Türkenkrieg bis 1699 die zuvor unter osmanischer Oberhoheit stehenden Gebiete des Königreich Ungarns erobern. Gegen die zu Beginn als Befreier begrüßten Österreicher regte sich jedoch schon bald Widerstand. Ab 1703 brach im Nordosten Ungarn eine Rebellion unter der Führung des ungarischen Adeligen Franz II. Rákóczi aus. Diese breitete sich auf ganz Oberungarn, das nördliche Siebenbürgen und die heutige Karpatenukraine aus und aufständische Husaren bedrohten zeitweise sogar die österreichische Hauptstadt Wien.

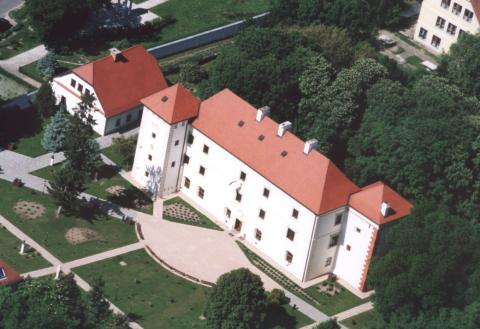
Schloss Vaja

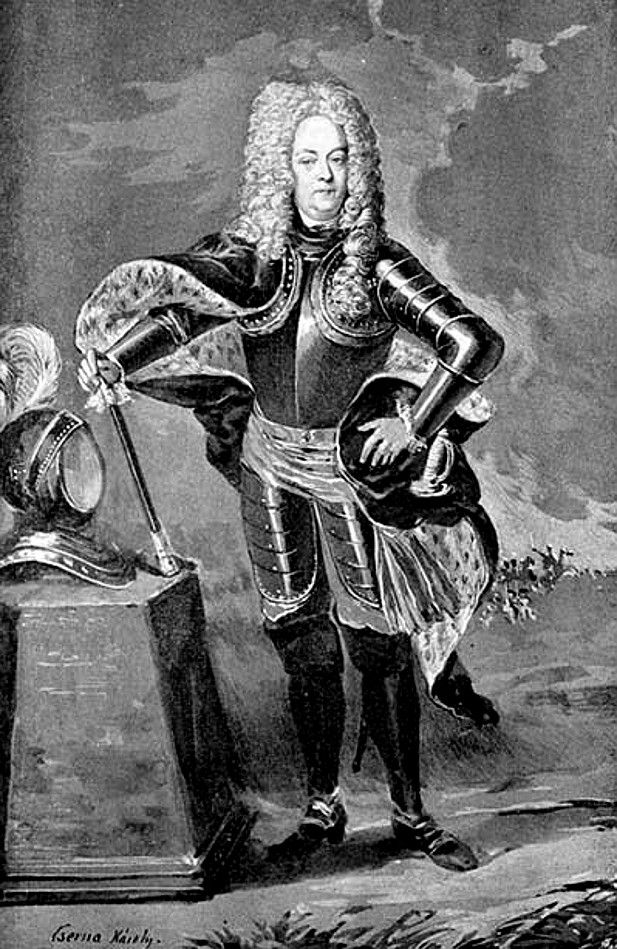
Johann Pálffy, habsburgischer Generalfeldmarschall und Verhandlungsleiter

Erst ab 1708 wendete sich das Blatt unter dem energischen General Sigbert Heister. Am 3. August 1708 konnte er, unterstützt von ungarnländischen Raitzen aus Slawonien, ein zahlenmäßig überlegenes Kuruzenheer bei der Stadt Trentschin empfindlich schlagen. Weitere Niederlagen für die Aufständischen folgten. Um die Rebellion weiter am Leben zu erhalten, machte Rákóczi nun Versprechungen an die leibeigenen Bauern, was wiederum den ungarischen Adel zu ihm auf Distanz gehen ließ. Prinz Eugen von Savoyen, der seit 1703 Präsident des Hofkriegsrates war und am Kriegsschauplatz in den Spanischen Niederlanden weilte, berief nun den gefürchteten General Heister ab und ersetzte ihn durch den habsburgtreuen ungarischen Adeligen Johann (János) Pálffy, um so besser Verhandlungen aufnehmen zu können. Am 17. November 1710 wurden diese durch einen Brief des Grafen Alexander (Sándor) Károlyi, der auf Seite der Kuruzen stand, eingeleitet. Am 13. Jänner 1711 wurde ein erster provisorischer Waffenstillstand zwischen beiden Armeen ausverhandelt.
Am 31. Jänner trafen sich Pállfy und Rákóczi persönlich zu Friedensverhandlungen auf Schloss Vaja. Rákóczi wollte jedoch die angebotenen Bedingungen, samt Amnestie und Rückerstattung seiner Güter, nicht akzeptieren und ging am 21. Februar 1711 ins Königreich Polen, um dort mit Vertretern des russischen Zaren Peter dem Großen zu verhandeln, von dem er sich Unterstützung erhoffte. Doch dessen Kräfte waren im Großen Nordischen Krieg gebunden, jedoch hoffte man auf ein schnelles Ende auf diesem Schauplatz. Zum Kommandanten des Kuruzenheers während seiner Abwesenheit wurde Graf Károlyi bestimmt. An der polnischen Grenze befanden sich auch die letzten befestigten Orte, die von den Aufständischen kontrolliert wurden: Ungwar, Munkatsch, Huszt und die Burg Kővár in Berkeszpataka. Károly drängte auf Frieden und reiste Rákóczi nach. Die beiden trafen sich zunächst am 22. März 1711 in Munkatsch sowie ein zweites Mal im jenseits der Karpaten gelegenen Stry. Dessen Berater, der Magnat Nicolaus Bertsényi de Brunótz riet Rákóczi jedoch von Verhandlungen ab und empfahl Károlyi als Verräter zu verhaften. Dem stimmte Rákóczi jedoch nicht zu, untersagte aber Károlyi jegliche Verhandlungen bis zu seiner Rückkehr. Stattdessen sollte in Huszt ein Convent der Aufständischen einberufen werden. Graf Károly setzte sich jedoch über den Befehl Rákóczis hinweg und begann eigenmächtig Verhandlungen mit den Vertretern des Königs. Um einen umfassenden Frieden schließen zu können, berief er die Vertreter der ungarischen und siebenbürgischen Stände ein, jedoch nicht nach Huszt, sondern nach Sathmar. Am 4. April wurden Präliminarien angenommen, in denen Amnestie und Rückgabe der Güter an all jene Aufständischen, inklusive Rákóczi, versprochen wurde, die bis zum 27. April die Waffen niederlegen und einen Treueid auf den König schwören würden. Am 7. April schickten die in Sathmar versammelten Deputierten einen Brief an Rákóczi, in dem sie ihn baten, sie von dem ihm gegenüber geleisteten Eid zu entlassen, um einen Frieden abschließen zu können, da es die allgemeine Stimmung im Convent sei, keinen Tropfen Blut mehr zu vergießen. An Daniel Esterházy, den Befehlshaber der Kuruzen in der Festung Kaschau, schrieb Károly, er solle sofort jegliche Feindseligkeiten einstellen. Dadurch konnte unmittelbar danach dieses letzte große Bollwerk der Aufständischen in Oberungarn durch habsburgische Truppen besetzt werden. Am 18. April antwortete Rákóczi: „wenn auch alle seine Anhänger sich blindlings in die Sclaverey stürzen wollten, wovon er sie abmahne, so werde er es nicht thun, noch in die vom Wiener-Hofe gelegte Falle gehen“.
Gleichzeitig war am 17. April 1711 in Wien Kaiser Joseph I. überraschend gestorben. Das Erbe fiel an dessen Bruder Karl VI., der jedoch wegen des Spanischen Erbfolgekrieges noch in Barcelona weilte. Um dessen Anspruch auf die ungarische Königskrone durchzusetzen, war nun auch die kaiserliche Hofkanzlei in Wien unter der Führung der Kaiserinmutter und Regentin Eleonore Magdalene von der Pfalz an einem schnellen Frieden in Ungarn interessiert. Der Tod des Kaisers und ungarischen Königs wurde jedoch von Pállfy bis zum Abschluss der Verhandlungen geheim gehalten.

## Friedensverhandlungen

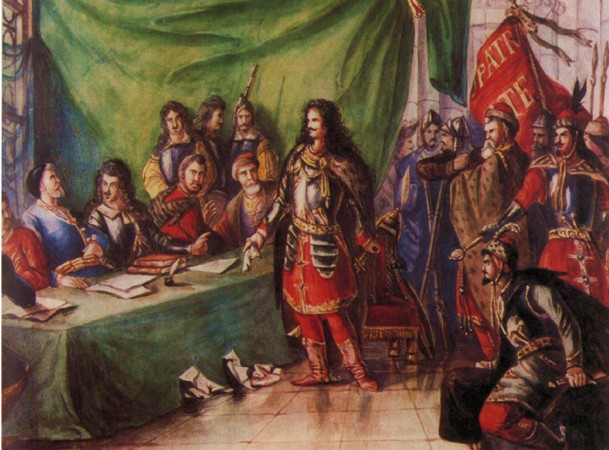
Rákóczi lehnt in Sathmar die Friedensbedingungen ab; nicht zeitgenössische Darstellung von Mór Than

Nun kamen auch die Vertreter des habsburgischen Königs nach Sathmar und die gegnerischen Parteien nahmen Friedensverhandlungen auf. Selbst Rákóczi kam aus Polen angereist, jedoch ohne von dort Unterstützung mitzubringen. Während Graf Károly mit Johann Pálffy über die Bedingungen eines Friedensvertrages einig wurde, misstraute Rákóczi dem Angebot. Er befürchtete, dass die von Pállfy angebotenen Zugeständnisse von den Habsburgern nicht eingehalten werden würden und wollte seine Truppen deshalb nicht entwaffnen lassen. Die Mehrheit der Kuruzen wollten den Kampf jedoch nicht fortsetzen und so akzeptierte schließlich Alexander Károly im Namen der Aufständischen den Friedensvertrag, während Rákóczi Sathmar verließ und zurück nach Polen ging, wo er Aussicht hatte zum polnischen König gewählt zu werden.
Am 29. April 1711 wurde der Friedensvertrag samt Amnestie für die Aufständischen von allen Anwesenden angenommen. Am 1. Mai 1711 fand die feierliche Unterzeichnung statt, bei der die Conföderierten den Eid auf den König ablegten. Für den König unterzeichneten dabei: Generalfeldmarschall Graf Johann (János) Pálffy sowie Hofkriegsrat Carl von Locher, Freiherr von Lindenheim. Im Namen der aufständischen Kuruzen und der ungarischen Landstände unterzeichnete Graf Alexander (Sándor) Károly gemeinsam mit 16 weiteren Vertretern des ungarischen Adels, im Namen Siebenbürgens Michael (Mihály) Barcsay, Michael (Mihály) Teleki sowie sechs weitere Vertreter und im Namen der ins Fürstentum Moldau geflohenen Ungarn der Bevollmächtigte Stephan Daniel, mit fünf weiteren. Für die ungarischen königlichen Städte und Bergbauorte unterzeichnete Stephan Hunyadi, königlicher Richter in Nagybánya und Georg Szasz, königlicher Richter in Felsőbánya. Im Namen aller anderen an der Verhandlung Anwesenden unterschrieb Daniel Bulyoszky, bestellter Anwalt der ungarischen Nation und Georg Pongracz, bestellter Sachwalter der Provinz Siebenbürgen. Im Namen der Siebenbürgischen Truppen unterzeichneten schließlich Stephan Giulay und der Siebenbürger Sachse Gabriel Haller.

## Vertragsbedingungen

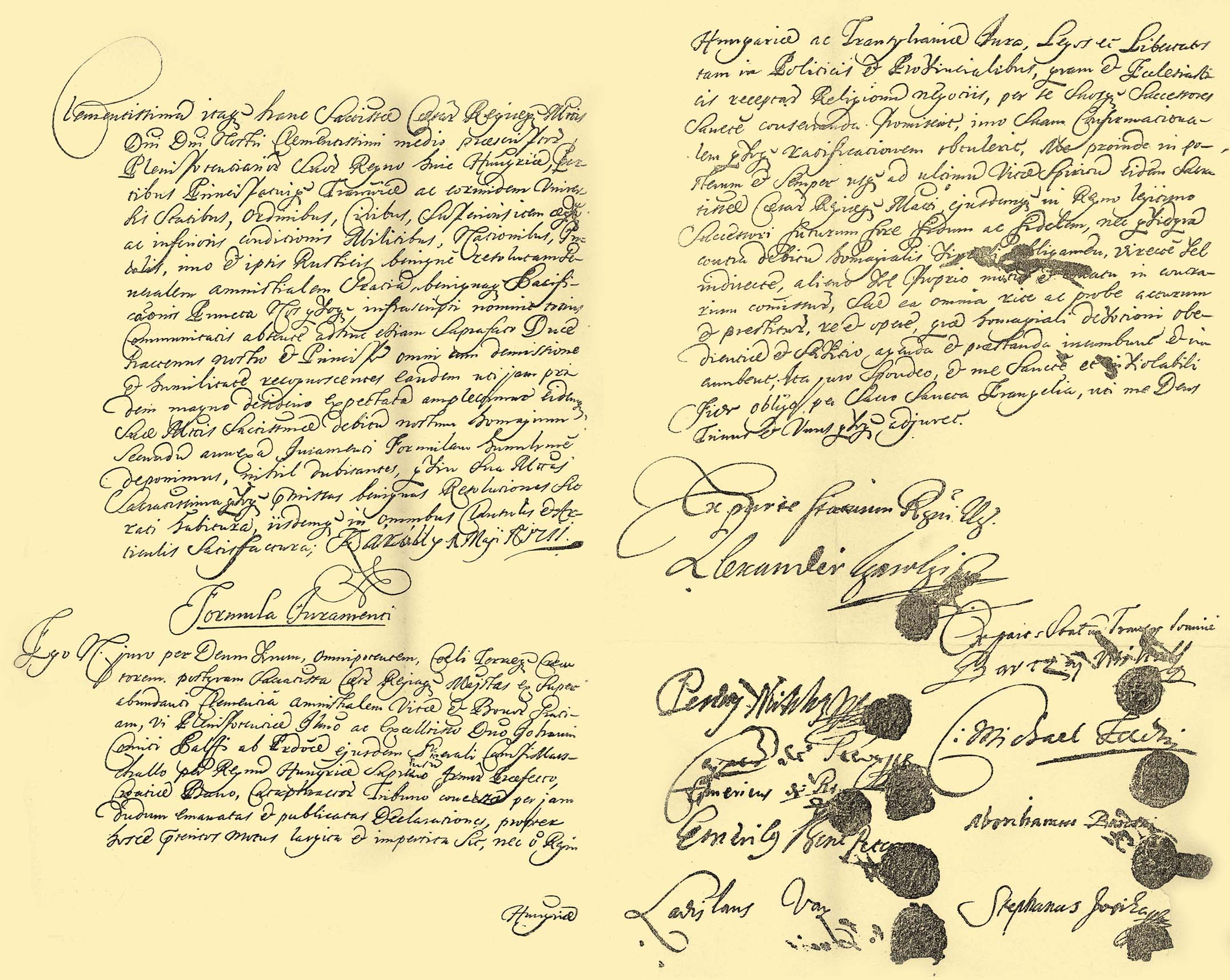
Originalurkunde des Friedens von Sathmar, Österreichisches Staatsarchiv

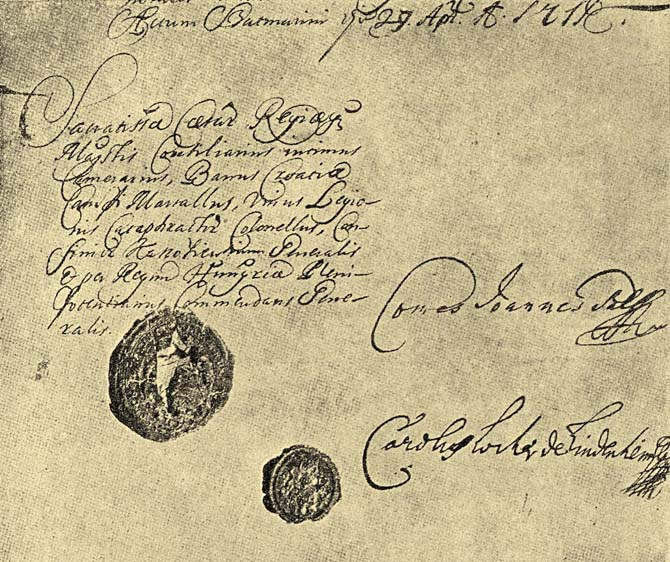
Unterschrift des Grafen Pállfy

Der Vertrag von Sathmar enthielt zehn Punkte, die einen umfassenden Frieden im ganzen Königreich Ungarn und in dem von diesem eigenständigen Fürstentum Siebenbürgen herstellen sollten und sowohl die materiellen und politischen Interessen der ungarischen Stände und der ehemaligen Aufständischen garantieren und gleichzeitig die Herrschaft der Habsburger über Ungarn und Siebenbürgen sichern sollten.
1. dem Fürsten Rákoczi wurde eine letzte Frist von drei Wochen gesetzt, um sich der Vereinbarung anzuschließen und dem König den Treueeid zu schwören.
2. Amnestie für alle Aufständischen, inklusive Rückgabe ihrer konfiszierten Güter, wenn sie binnen drei Wochen den Treueeid leisten. Übernahme der inländischen Soldaten in kaiserliche Dienste, oder das Recht in ihre Heimatregion zurückkehren zu können. Jene Soldaten, die wegen Tapferkeit zu libertini erklärt wurden (von der Leibeigenschaft befreite), behalten diesen Status. Ausländischen Soldaten im Heer der Aufständischen werden Pässe zur Rückkehr in ihre Heimat ausgestellt.
3. Seine Majestät gewährt für Ungarn und Siebenbürgen Religionsfreiheit für die recipierten Religionen (damit sind das evangelische Augsburger und das reformierte Helvetische Bekenntnis gemeint). Die Einkünfte der Geistlichkeit werden aufrechterhalten. Den begnadigten Aufständischen bleibt es unbenommen Religionsbeschwerden vor seiner Majestät oder dem ungarischen Reichstag vorzubringen.
4. Die Güter der Witwen und Waisen sollen vom Fiskus nicht eingezogen werden.
5. Im Exil befindliche Anhänger des Aufstandes können die Amnestie auch nach dem festgelegten Datum in Anspruch nehmen. General Steinville bekommt die Vollmacht jene Siebenbürger zu begnadigen, die aus der Moldau und der Walachei zurückkehren. Um Rückkehr in vorige Ämter kann gebeten werden, Generalfeldmarschall Pállfy wird solche Bitten unterstützen. Jazygen, Kumanen und Haiducken behalten ihre Freiheiten.
6. Alle in Gefangenschaft befindlichen Conföderierten sind in diesen Bestimmungen inbegriffen.
7. Beschädigungen, die während des Waffenstillstands geschehen sind, werden vergütet.
8. Die Ratification des Hofes wird überall feierlich bekannt gemacht.
9. Der König werde die Freiheiten Ungarns und Siebenbürgens aufrechterhalten, keine Begnadigte sollen verfolgt oder beschimpft werden.
10. Ein nächster Reichstag solle allen billigen Klagen abhelfen. Der Hof werde seine Liebe zu Ungarn, die Nation ihre Treue gegen den König immer bewahren.

## Folgen
Am 1. Mai 1711, dem Tag der Unterzeichnung, versammelten sich 12.000 Kuruzenkrieger beim Dorf Nagymajtény, legten ihre Waffen nieder und schworen vor Marschall Pállfy den Treueeid gegenüber dem habsburgischen König. Diese Zeremonie wurde begleitet von Militärmusik und einer Fahnenparade. Danach wurde ein Te Deum gesungen und die begnadigten Aufständischen erhielten jeweils eine Urkunde ausgehändigt, die ihre Amnestie bestätigte. In den nächsten Tagen folgten weitere am Somesch liegende Truppen den Friedensbedingungen, sowie 5.000 Mann Kavallerie in der nördlichen Maramuresch. Am 15. Mai akzeptierten die noch unter kuruzischer Kontrolle stehenden Festungen von Ungwar, Huszt und Kővár den Frieden. Nur der Kommandant der Festung Munkatsch, Baron Stephan (István) Sennyey widersetzte sich. Nach kurzer Belagerung wurde die Stadt am 23. Juni 1711 eingenommen. Der Kuruzenaufstand war somit vorbei.
Bereits vor Abschluss des Friedensvertrages hatte Prinz Eugen am 15. April einen Brief an den osmanischen Großwesir Baltaji Mehmed Pascha geschrieben, in dem er ihn über die Entwicklungen in Ungarn informierte und zusicherte, dass Österreich trotz dem Ende des Kuruzenaufstandes den Frieden von Karlowitz nicht in Frage stellen werde.
In einer Reihe von Dekreten wurden nun die Besitzstände vor dem Aufstand wieder hergestellt. Als erstes befahl die Regentin Eleonore am 25. Juni den Eperiesser Evangelischen jene katholischen Kirchen und Schulgebäude zurückzuerstatten, die ihnen von den Kuruzen übertragen wurden. Im Gegenzug erhielten sie das Recht, in der Vorstadt eine eigene Kirche zu errichten. Am 25. September befahl sie allen Komitaten, bezüglich der kirchlichen Besitzungen den status quo ante wiederherzustellen. Beschwerden würden am nächsten Reichstag behandelt.
Russland hatte am 23. Juli 1711 nach einem militärischen Misserfolg gegen die Osmanen den unvorteilhaften Frieden vom Pruth unterzeichnet, war jedoch weiterhin mit Schweden im Krieg. Eine russische Unterstützung für Rákoczi kam deshalb nicht zu Stande. Dieser verließ daraufhin Polen und schiffte sich über Danzig nach Frankreich ein.
Bereits am 2. Mai hatte Pállfy aus Debrecen einen Brief nach Barcelona geschrieben und darin Karl über den Friedensabschluss informiert. Am 11. Juni antwortete dieser, dass er vollauf zufrieden mit dem Ergebnis sei. Der designierte neue ungarische König Karl verließ Spanien am 28. September 1711 und erreichte nach einem kurzen Aufenthalt in Mailand schließlich Frankfurt am Main, wo er am 22. Dezember 1711 zum neuen Kaiser des Heiligen Römischen Reiches gekrönt wurde. Die Wahl hatte bereits in seiner Abwesenheit am 12. Oktober stattgefunden. Am 2. Februar 1712 berief er für den 3. April einen Reichstag in Preßburg ein. Noch vor dessen Beginn bestätigte Karl am 2. März 1712 die Beschlüsse des Friedens von Sathmar in einem Rescript an alle Komitate und königlichen Städte. Nach einem kurzen Aufenthalt in Wien erreichte Karl am 19. Mai 1712 Preßburg und wurde schließlich am 22. Mai mit der Stephanskrone gekrönt. Im folgenden Jahr erließ er die Pragmatische Sanktion, mit der die Unteilbarkeit der habsburgischen Länder und die weibliche Thronfolge bei Erlöschen des Mannesstamm proklamiert wurde. Dies wurde von Ungarn jedoch erst nach zähen Verhandlungen im Jahre 1723 akzeptiert.
1714 brach der Venezianisch-Österreichische Türkenkrieg aus und das südliche Ungarn wurde erneut Kriegsschauplatz. Im Zuge dieses Türkenkrieges eroberte Österreich schließlich auch noch das Banat, ebenfalls ein ehemaliges Territorium des Königreichs Ungarn. Doch für diese Region galt der Friede von Sathmar explizit nicht, wodurch auch die Zugeständnisse an den ungarischen Adel und die nichtkatholischen Konfessionen im Banat nicht wirksam wurden. Stattdessen sollte dieses Gebiet unter die direkter Kontrolle Wiens gestellt werden und durch Kolonisation zu einer nach absolutistisch Prinzipien regierten katholischen Musterprovinz des Habsburgerreichs werden.
Insgesamt war modernen Schätzungen zufolge durch die Folgen des Großen Türkenkriegs von 1683 bis 1699 und des Kuruzenkriegs zwischen 1703 und 1711 ein Sechstel der Bevölkerung des Königreichs, die davor etwa drei Millionen umfasste, umgekommen. Nach Abschluss des Friedens von Sathmar waren die Adeligen und Großgrundbesitzer deshalb an einer raschen Neubesiedlung der betroffenen Landstriche interessiert. Magyaren aus wenig betroffenen Regionen, sowie Slowaken, Ruthenen, Raitzen und Deutsche wurden als Kolonisten angesiedelt. Der Friede von Sathmar stellt somit auch den Beginn der Schwabenzüge dar, an deren Spitze schon ab 1712 die Sathmarer Schwaben nach Ungarn einwanderten. Erst ab 1722 lenkte der kaiserliche Hof diese Kolonistenströme in geordnete Bahnen, davor rivalisierten die Magnaten um die Siedler.